# Xoanodera maculata
Xoanodera maculata is een kever uit de familie van de boktorren (Cerambycidae)]. De wetenschappelijke naam van de soort werd, als Falsoxeanodera maculata, voor het eerst geldig gepubliceerd in 1923 door François Pic. Deze soort is ook lang bekend geweest onder de naam Xoanodera maculata Schwarzer, 1925, een jonger synoniem dat toevallig hetzelfde epitheton droeg.